# ConocoPhillips
ConocoPhillips («Конокофи́липс») — американская нефтяная компания со штаб-квартирой в Хьюстоне, штат Техас. Осуществляет добычу нефти и газа в США, Норвегии, Канаде, Австралии и других странах.

## История
Компания создана в 2002 году путём слияния компаний Conoco и Phillips Petroleum.
Компания Phillips была основана братьями Фрэнком и Ли Филлипсами. В 1903 году они основали в Оклахоме нефтедобывающую компанию Anchor Oil and Gas. Хотя уже в 1905 году компания начала приносить прибыль, братья решили оставить нефтяной бизнес и заняться банкингом. Однако в годы Первой мировой войны цена на нефть резко выросла (с 40 центов до 1 доллара за баррель), и Филлипсы выкупили свою компанию обратно и назвали её Phillips Petroleum Company. В 1927 году, когда уровень добычи нефти компанией достиг 55 тыс. баррелей в сутки, Филлипсы начали строительство своего первого нефтеперерабатывающего завода; марку своего бензина решили назвать Phillips 66, поскольку её опробовали на шоссе 66. В 1948 году была создана нефтехимическая дочерняя структура Phillips Chemical Company. В 1950-х годах Phillips Petroleum Company вышла на первое место в США по уровню добычи природного газа, а в 1960-х годах начала международную экспансию (север Африки, Северное море, Новая Гвинея, Австралия, Иран). К 1967 году автозаправки под брендом Phillips 66 имелись во всех 50-ти штатах. В 1969 году компания открыла крупное месторождение нефти в территориальных водах Норвегии, названное Экофиск.
В 1970-х годах у Phillips Petroleum Company начались проблемы. В 1973 году Phillips обвинили в незаконном финансировании избирательной кампании Ричарда Никсона, был раскрыт тайный фонд компании, из которого шли средства на поддержку подходящих кандидатов в президенты и члены конгресса. В 1977 году взорвалась одна из платформ компании на месторождении Экофиск, а через два года там же затонуло плавучее общежитие для рабочих, погибли 123 человека. Также в 1979 году произошёл взрыв на нефтеперерабатывающем заводе в Техасе, 41 рабочий получил травмы. В 1983 году за 1,1 млрд долларов была куплена General American Oil Company. Во второй половине 1980-х компания перенесла несколько попыток враждебного поглощения, в результате резко возрос долг компании. В 1989 году на нефтехимической заводе в Техасе произошёл взрыв, погибли 23 человека, убыток составил 500 млн долларов. В 1990-х годах были расширены разработки месторождений в Мексиканском заливе и в водах Норвегии и открыто крупное месторождение в заливе Бохайвань (КНР). В 2000 году были куплены значительные нефтедобывающие активы на Аляске. Также в 2000 году было создано совместное нефтехимическое предприятие с Chevron.
Conoco была основана в 1875 году Исааком Блейком под названием Continental Oil & Transportation Company; первоначально занималась транспортировкой нефти. С 1884 по 1911 год компания входила в трест Standard Oil. В начале XX века Continental практически монополизировала рынок нефтепродуктов в западных штатах США. В 1946 году при участии Continental был построен Laniscot I, первое судно для морской разведки нефти, а в 1952 году — первая морская бурильная платформа; морская добыча стала основным источником нефти для нефтеперерабатывающих заводов и сети автозаправок компании. В 1960-х годах было куплено несколько сетей АЗС в Европе (ФРГ, Великобритания, Бельгия, Ирландия), главным источником нефти стала Ливия. Также в этот период компания расширила сферу деятельности в производство моющих средств, пластмасс и удобрений и добычу угля. В 1979 году Continental сменила название на Conoco Inc. В августе 1981 года Conoco была поглощена компанией DuPont, сумма сделки составила 6,8 млрд долларов. В 1991 году Conoco одной из первых нефтяных компаний США начала работу в России, в 1994 году при её участии началась добыча на Ардалинском нефтяном месторождении с запасами 110 млн баррелей. В 1998 году Conoco отделилась от DuPont.
В 2002 году Phillips Petroleum Company объединилась с Conoco, образовав ConocoPhillips. В 2006 году за 35,6 млрд долларов была куплена компания Burlington Resources; до 1988 года эта компания принадлежала железнодорожной компании Burlington Northern Railroad.
В июле 2011 года компания объявила о грядущем разделении своего бизнеса на две независимые компании: предполагалось, что разведка и добыча останется в одной компании (она сохранила то же наименование), а переработка и сбыт были выделены в новую компанию с другим названием и собственным листингом на бирже, акции которой получили акционеры ConocoPhillips. В декабре 2011 года активы, связанные с транспортировкой и торговлей нефтью, нефтепродуктами и газом, были выделены в компанию Phillips 66.
В январе 2021 года за 13,1 млрд долларов была куплена компания Concho Resources с нефтедобывающими активами в штатах Техас и Нью-Мексико. В декабре 2021 года ConocoPhillips закрыла сделку по приобретению за 9,5 млрд долларов активов в Пермском бассейне у Shell с ожидаемой выработкой в 200 млн баррелей в год в 2022 году.
В ноябре 2024 года ConocoPhillips поглотила компанию Marathon Oil в сделке стоимостью 22,5 млрд долларов.

## Собственники и руководство
Акции компании торгуются на Нью-Йоркской фондовой бирже (биржевой тикер NYSE: COP). Капитализация ConocoPhillips на июль 2011 года — 105,2 млрд долларов, на май 2022 года — 127 млрд долларов.
Райан Лэнс (Ryan M. Lance) — председатель совета директоров и главный исполнительный директор (CEO) с 2012 года. В Phillips Petroleum Company с 2001 года. Карьеру в нефтедобывающей отрасли начал в 1984 году в компании ARCO.

## Деятельность
Доказанные запасы углеводородов на конец 2021 года составляли 6,101 млрд баррелей в нефтяном эквиваленте, из них нефти 3,027 млрд баррелей (834 млн тонн), газового конденсата — 677 млн баррелей, природного газа — 2,14 млрд баррелей в нефтяном эквиваленте.
Средний уровень добычи в 2021 году составлял 1,567 млн баррелей в нефтяном эквиваленте в сутки. Добыча нефти и газового конденсата составляла 971 тыс. баррелей, природного газа — 89,5 млн кубометров.
|                | 2009  | 2010  | 2011  | 2012  | 2013  | 2014  | 2015   | 2016   | 2017   | 2018  | 2019  | 2020   | 2021  |
| -------------- | ----- | ----- | ----- | ----- | ----- | ----- | ------ | ------ | ------ | ----- | ----- | ------ | ----- |
| Оборот         | 47,88 | 56,22 | 64,20 | 57,97 | 54,41 | 52,52 | 29,56  | 23,69  | 29,11  | 36,42 | 32,57 | 18,78  | 45,83 |
| Чистая прибыль | 4,414 | 11,36 | 12,44 | 8,428 | 9,156 | 6,869 | -4,428 | -3,615 | -0,855 | 6,257 | 7,189 | -2,701 | 8,079 |
| Активы         | 152,1 | 156,3 | 153,2 | 117,1 | 118,1 | 116,5 | 97,48  | 89,77  | 73,36  | 69,98 | 70,51 | 62,62  | 90,66 |

## Регионы деятельности

### Америка
Более половины нефтедобычи приходится на США — 760 тыс. баррелей в сутки. Основные месторождения — Пермский бассейн (440 тыс. баррелей в сутки), Игл-Форд (211 тыс. баррелей) и Баккеновская формация (94 тыс. баррелей). Уровень нефтедобычи на Аляске составляет 197 тыс. баррелей в сутки. Добыча ведётся на месторождениях Прадхо-Бей, Купарук-Ривер и других.
В Канаде ведётся разработка битуминозных песов месторождения Атабаска, уровень добычи составляет 94 тыс. баррелей в сутки.
Деятельность в Колумбии приостановлена, а активы в Аргентине и Венесуэле проданы.

### Европа, Ближний Восток и Северная Африка
Компания присутствует в территориальных водах Норвегии, являясь оператором разработки месторождения Экофиск, также имеет доли ещё в нескольких проектах, где оператором является Equinor. Эти активы в сумме дают 135 тыс. баррелей нефти и газа в сутки.
Из других стран этого операционного региона имеются доли в проектах в Катаре (природный газ) и в Ливии (нефть).

### Азиатско-Тихоокеанский регион
В Австралии ConocoPhillips ведёт добычу природного газа, это совместное предприятие с местной компанией Origin Energy и китайской компанией Sinopec. Проект, называемый Australia Pacific LNG, включает добычу природного газа и его сжижение как для внутреннего рынка, так и на экспорт. Доля ConocoPhillips в добыче составляет 19 млн кубометров газа в сутки.
В Индонезии также ведётся добыча природного газа, компании принадлежат доли в проектах на юге Суматры и в центральной части острова Калимантан.
В Китае ведётся морская добыча нефти в районе Пэнлай. В Малайзии имеются доли в нескольких проектах, в сумме приносящих 46 тыс. баррелей.

### ConocoPhillips в России
В России компания владела крупным (на март 2007 — 18 %) пакетом акций компании «Лукойл», из-за проблем с финансированием внешней задолженности, возникшим по причине мирового экономического кризиса, вынуждена была в 2011 году продать полностью весь пакет акций «Лукойла». Также компания претендовала на разработку совместно с «Газпромом» Штокмановского газоконденсатного месторождения в Баренцевом море, но «Газпром» объявил, что он сам будет недропользователем месторождения.